# Rhamnus cathartica

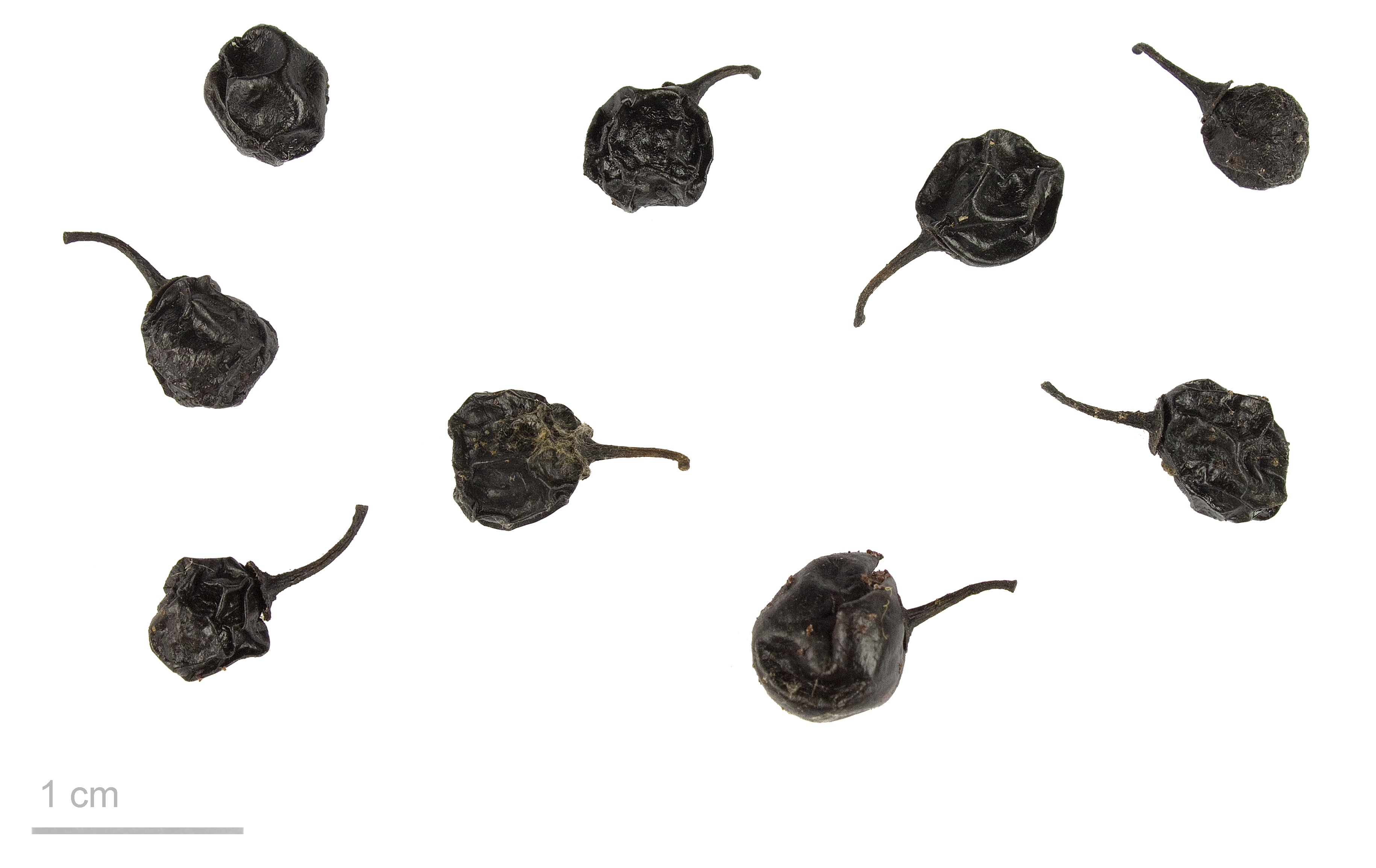
Rhamnus cathartica

Lo spino cervino (Rhamnus cathartica L., 1753)  è una pianta arborea appartenente alla famiglia delle Ramnacee, diffusa in Europa, Nord Africa e Asia.

## Distribuzione e habitat
Presente nelle siepi ed ai margini dei boschi submontani, soprattutto nel settentrione. Predilige terreni calcarei, anche poveri e ghiaiosi, tendenzialmente aridi.

## Morfologia
È un arbusto alto fino a 3–4 m con radice ramificata legnosa, caule cilindrico, rami piuttosto numerosi ed opposti, terminati all'apice da una spina situata fra le due branche dell'ultima biforcazione e pubescenti nella loro parte più giovane.

Le foglie sono alterne, opposte e molto ravvicinate, con stipole lesiniformi e caduche, picciolo pubescente superiormente scanalato, il lembo di regola è lungo il doppio del proprio picciuolo, ovato o ellittico, ottuso o brevemente acuminato con margine leggermente crenato seghettato, nervature pennate, pubescenti sulla pagina inferiore, mentre la superiore è glabra.

I fiori sono in fascetti all'ascella delle prime 2-3 coppie di foglie del ramo nuovo dell'anno. Sono dioici per aborto, verdognoli, lunghi 3–4 mm con ricettacola a coppa, che ha al bordo 4 sepali e 4 petali lunghi 1 mm, lanceolati, giallo verdi, più brevi del calice, alterni coi sepali e appena visibili. Dai fiori maschili ad ogni petalo è sovrapposto uno stame ben sviluppato ed il pistillo è ridottissimo, i femminili hanno gli stami sterili, il pistillo di quattro carpelli riuniti e stilo diviso in alto.

Il frutto è una bacca rivestita in parte da una coppa ricettacolare persistente, subglobosa, con diametro di 6–8 mm di colore nero a maturazione, con endocarpo cartilagineo, quadriloculare o anche biloculare per aborto di logge; ogni loggia ha un seme segnato da un solco dorsale.

### Specie simili
Può essere confusa con Paliurus spina-christi ma quest'ultima ha il frutto secco e ad ala larga, oppure con  Pyracantha coccinea che ha la drupa giallo-rossa

## Principi attivi
I frutti sia freschi che essiccati contengono antrachinoni, ramnoxantina, ramnoemodina, principi amari, ramnocatartina, sostanze coloranti (verde vescica), crisoramnina, ramnonigrina, quercitina, glucosio, acido succinico, succinato di calcio, resina, olio grasso ed altre sostanze.

## Usi
Vengono utilizzati i frutti in infusi o sciroppi a scopi lassativi, hanno anche effetti diuretici. Il sovradosaggio produce effetti collaterali quali vomito, dolori addominali e violente scariche diarroiche. Anche le bacche contengono molti dei principi sopra indicati, ma provocano effetti collaterali simili a quelli dati dalla corteccia fresca. Il legno molto duro da lavorare, trova impiego nei lavori di tornio ed ebanisteria.